# Рафаел Мойсей
Рафаел Мойсей (на английски: Rafael Moses) е израелски психоаналитик.

## Биография
Роден е в Германската империя. Жени се за Рена Мойсей-Хрушовски. Между 1975 и 1977 година е президент на Израелското психоаналитично общество. През 1977, при провеждането на конгреса на Международната психоаналитична асоциация в Йерусалим е председател на организационния комитет. През 1987 – 1988 година става Зигмунд Фройд професор.